# Julius Kronberg
Johan Julius Ferdinand Kronberg, född 11 december 1850 i Karlskrona, död 17 oktober 1921 i Stockholm, var en svensk konstnär. Kronberg har dekorerat många kända byggnader i Stockholm och finns bland annat representerad på Nationalmuseum.

## Biografi

Interiör från Julius Kronbergs ateljé, Skansen.

Redan som trettonåring blev Kronberg antagen vid Konstakademin i Stockholm. Han utbildades där under 1860-talet, och vann 1870 guldmedalj för målningen Gustav Vasa mottager bibelöversättningen (utgavs som frimärke i samband med 400-årsminnet av bibelöversättningen 1941). Vid akademin anslöt han sig främst till Johan Christoffer Boklund, vars historiemåleri han kom att ta till sig som sitt eget. En kort tids studier för Johan Fredrik Höckert kom även att spela en viktig roll för hans konstnärskap. Ett resestipendium förde honom 1873 ut i Europa via Köpenhamn, Düsseldorf och Paris. Under ett kortare besök i Venedig 1875 utförde Kronberg allegorin Våren, som kom att bli inledningen för en serie färglysande och fantasifulla dekorativa arbeten. Han stannade en längre tid i München där han kom att inrikta sina studier på dekorativt måleri. Kronberg tog här starkt intryck av Hans Makarts färgrika målningssätt, vilket tillsammans med ingående studier av de gamla mästarnas verk lade grunden till den överdådiga färgbehandlingen, som snart framträdde i hans konst.
Kronberg bosatte sig i Rom år 1877, och här ersätts den djupa, mörka färgen från Münchentiden med en lättare, ljusare skala, och han kom att omarbeta sin tidigare målning Våren i en ljusare, om Giovanni Battista Tiepolo påminnande kolorit och målade samtidigt två sidostycken, Sommar och Höst (1881). Ämnen för sina figurmålningar sökte han gärna i Österlandets dikt och historia, som Kleopatras död (1883), David och Saul (1883), Drottningen av Saba (1888) och Hypatia (1889).
Vid hemkomsten till Sverige 1889 lät han bygga en ateljé på Norra Djurgården i Stockholm efter egna ritningar, och fick en omfattande verksamhet som arkitekturdekoratör.
En sista studieresa gick 1894 till Würzburg, Venedig och Madrid – studiet koncentrerades till Tiepolos plafondmålningar. Kronberg antog 1895 ett förnyat anbud om professorsplats vid Konstakademien, men till stor sorg för sina elever begärde han sitt avsked redan 1898.
Efter Kronbergs död i Stockholm år 1921 överlämnades hans ateljé som gåva till Nordiska museet och flyttades på Wilhelmina von Hallwyls bekostnad till Skansen i Stockholm. I ateljén togs omslagsfotot till den svenska musikgruppen Abba:s sista studioalbum The Visitors, 1981.

## Motiv, stil och inspiration
Kronberg målade ofta figurer från mytologiska motiv, till exempel från Bibeln eller verk av William Shakespeare. Han tog inspiration från bland annat Rubens och Tizian liksom från Münchenmåleriet. Under perioden i Rom inspirerades han av bland annat Tiepolo.

## Målningar

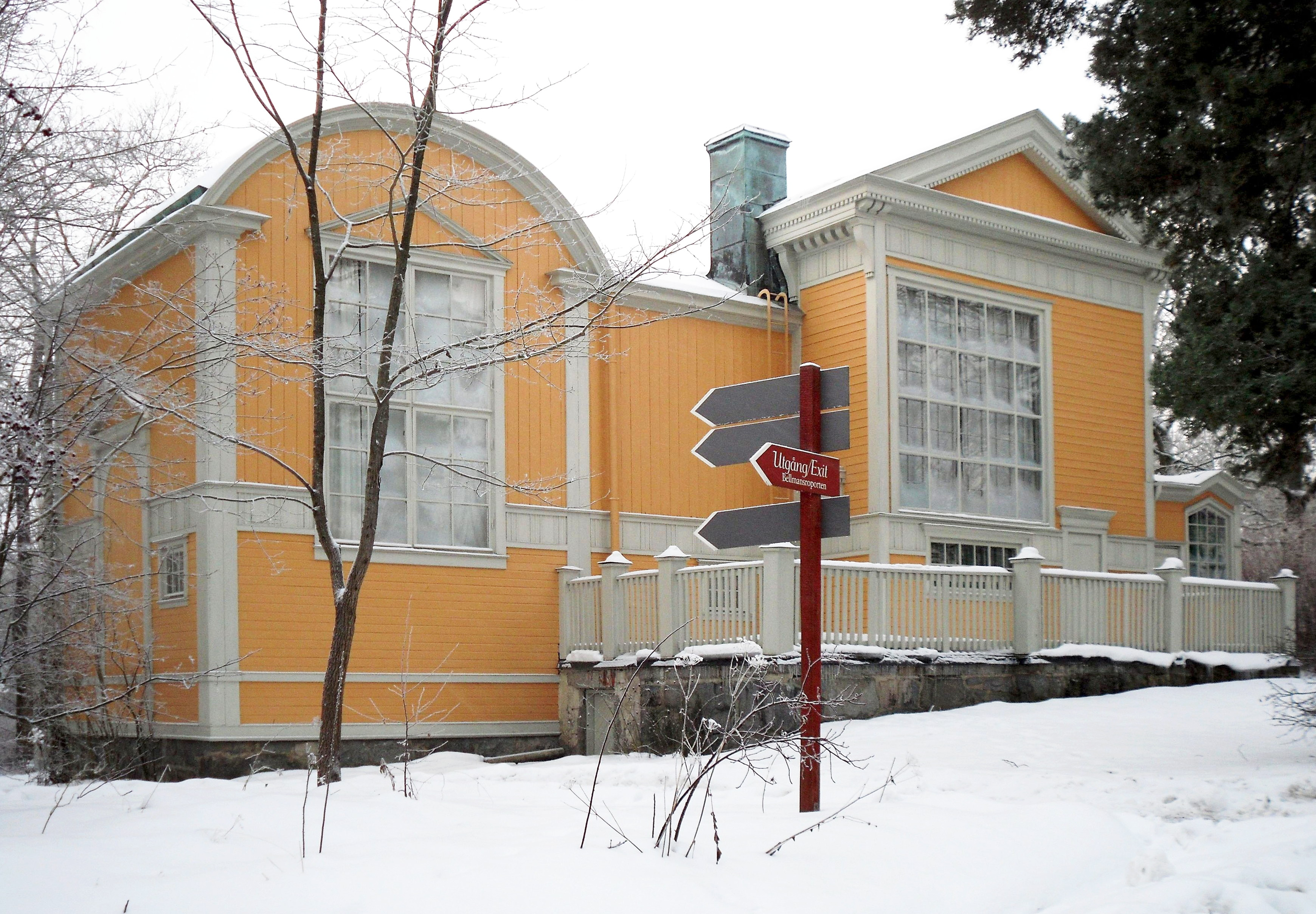
Julius Kronbergs ateljé på Lilla Skuggan (sedan 1922 på Skansen) i Stockholm.

Målningen "Jaktnymf och fauner" gjorde Kronberg känd för en bredare publik när den visades på Nationalmuseum 1876. Den praktfulla skildringen av den rubensiskt fylliga, sovande nymfen gjorde sensation och människor kom i tusental för att få se den. Målningen blev mycket uppskattad av bland annat August Strindberg, som recenserade den i Dagens Nyheter med orden: "Fall ned och tillbed måleriets triumfator!". Jaktnymfen blev inköpt för Nationalmuseum och dess mästare upphöjdes till agré vid akademien.
Kronberg utförde under Münchentiden ett känt porträtt av Henrik Ibsen (1877), i slängkappa och ordnar poserande framför ett alplandskap, som förekom på akademiens utställning 1877.
En målning som är känd idag är hans "David och Saul" (1885, Nationalmuseum), med den själssjuke härskaren och den godtrogne, hängivne herdegossen. Målningen tillkom i Rom och imponerar framför allt för sin komposition och som exempel på spektakulärt salongsmåleri. Färgmässigt är den dock mer dämpad.
Till hans största offentliga uppdrag räknas tre plafondmålningar till västra trapphallen i Stockholms slott 1891–1894, liksom prosceniummålningen, "Eros och ödesgudinnorna", och plafonden till Dramaten i Stockholm 1906–1908. Kronberg har även målat ett stort antal målningar på Hallwylska palatset i Stockholm. Kronberg har vidare utfört utsirningen till takmålningar av Jesu liv i Adolf Fredriks kyrkas kupol på Norrmalm i Stockholm, och ritningar till en fris med lekande putti som utfördes i sgraffito på Thaveniuska huset vid Strandvägen (som byggdes av hans vän Isak Gustaf Clason). Kronberg finns även representerad vid bland annat Göteborgs konstmuseum, Skansen, Hallwylska museet, Norrköpings konstmuseum och Kalmar konstmuseum.

## Bilder, verk i urval

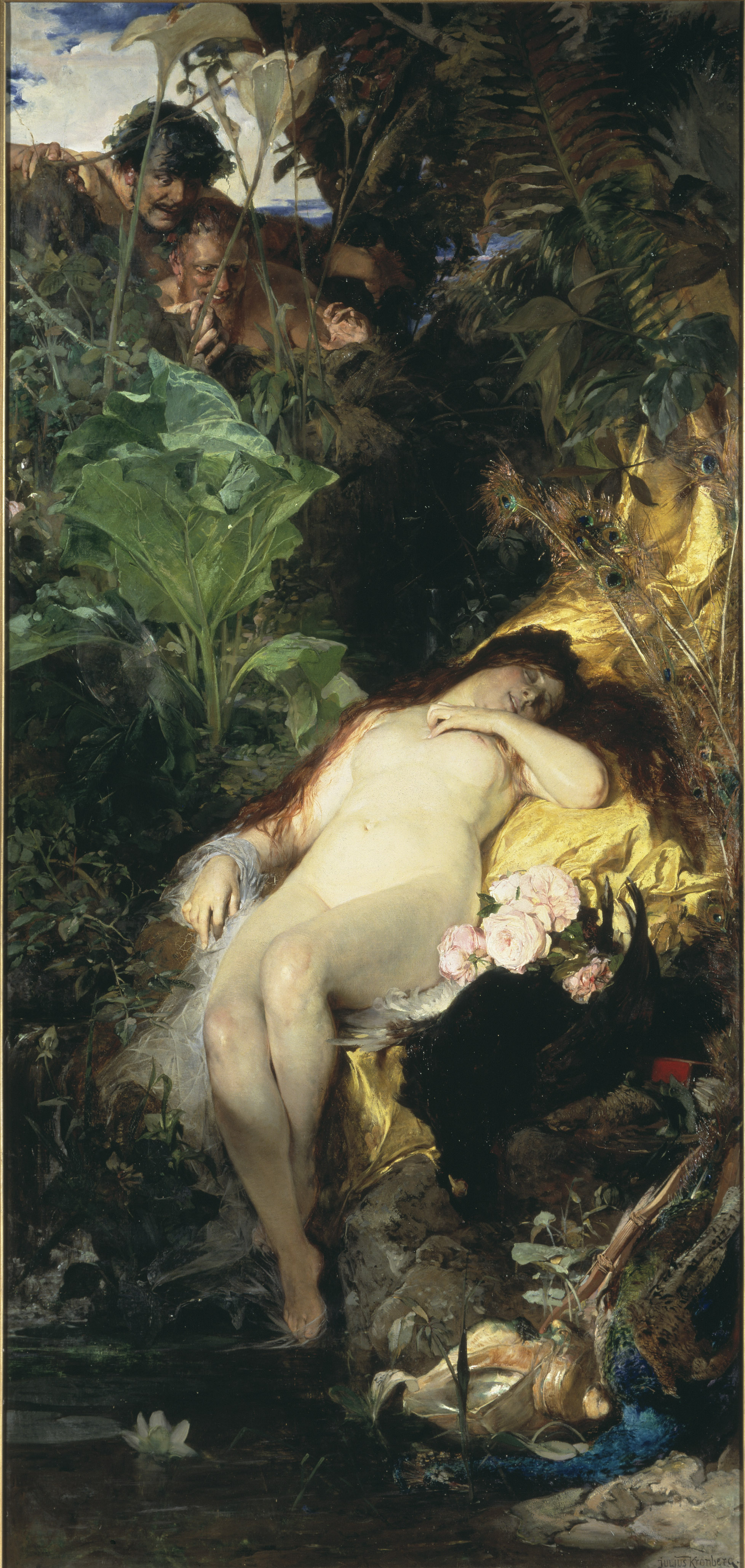
Jaktnymf och fauner (1875).
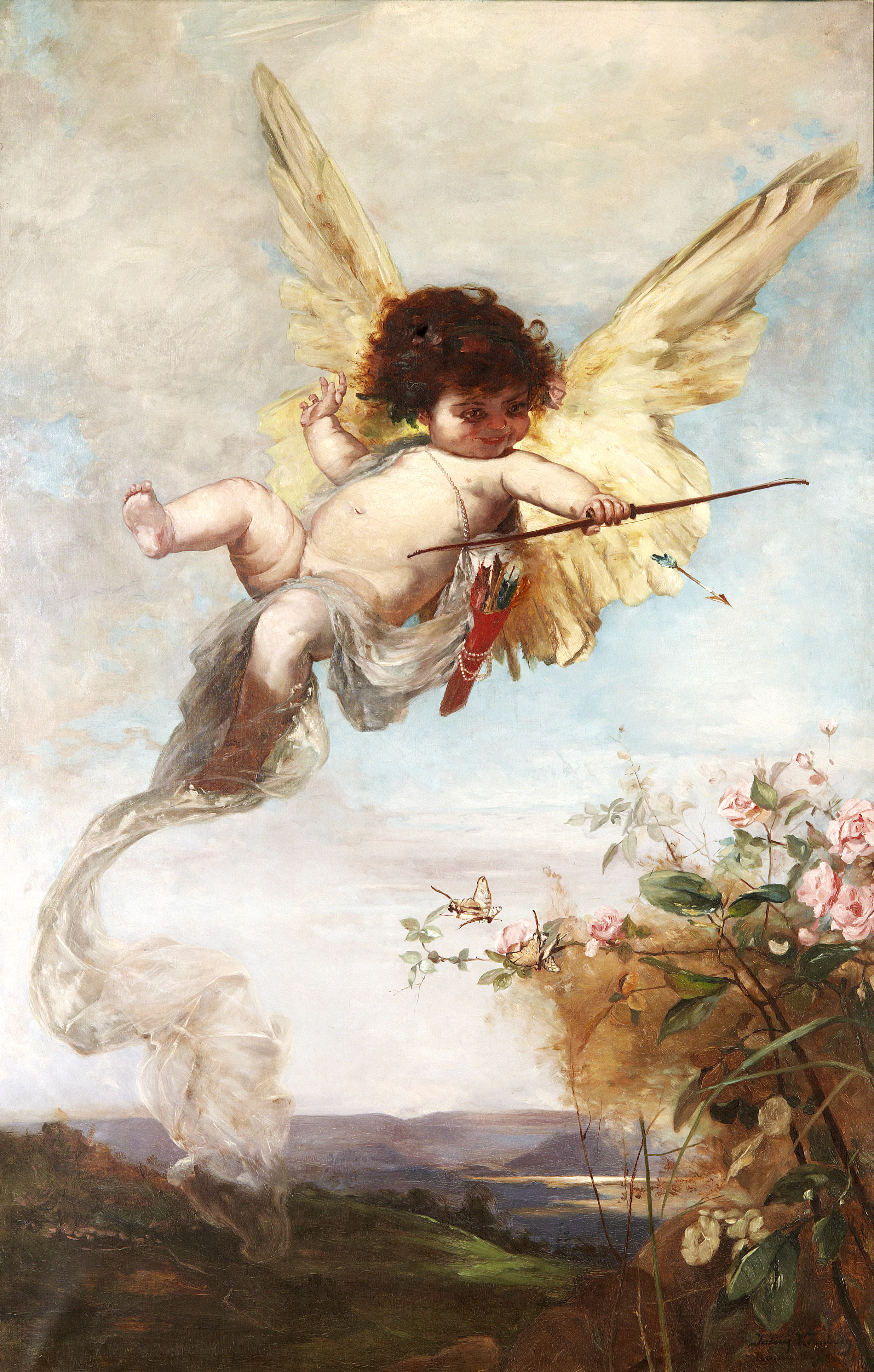
Bågskjutande amorin (1885).
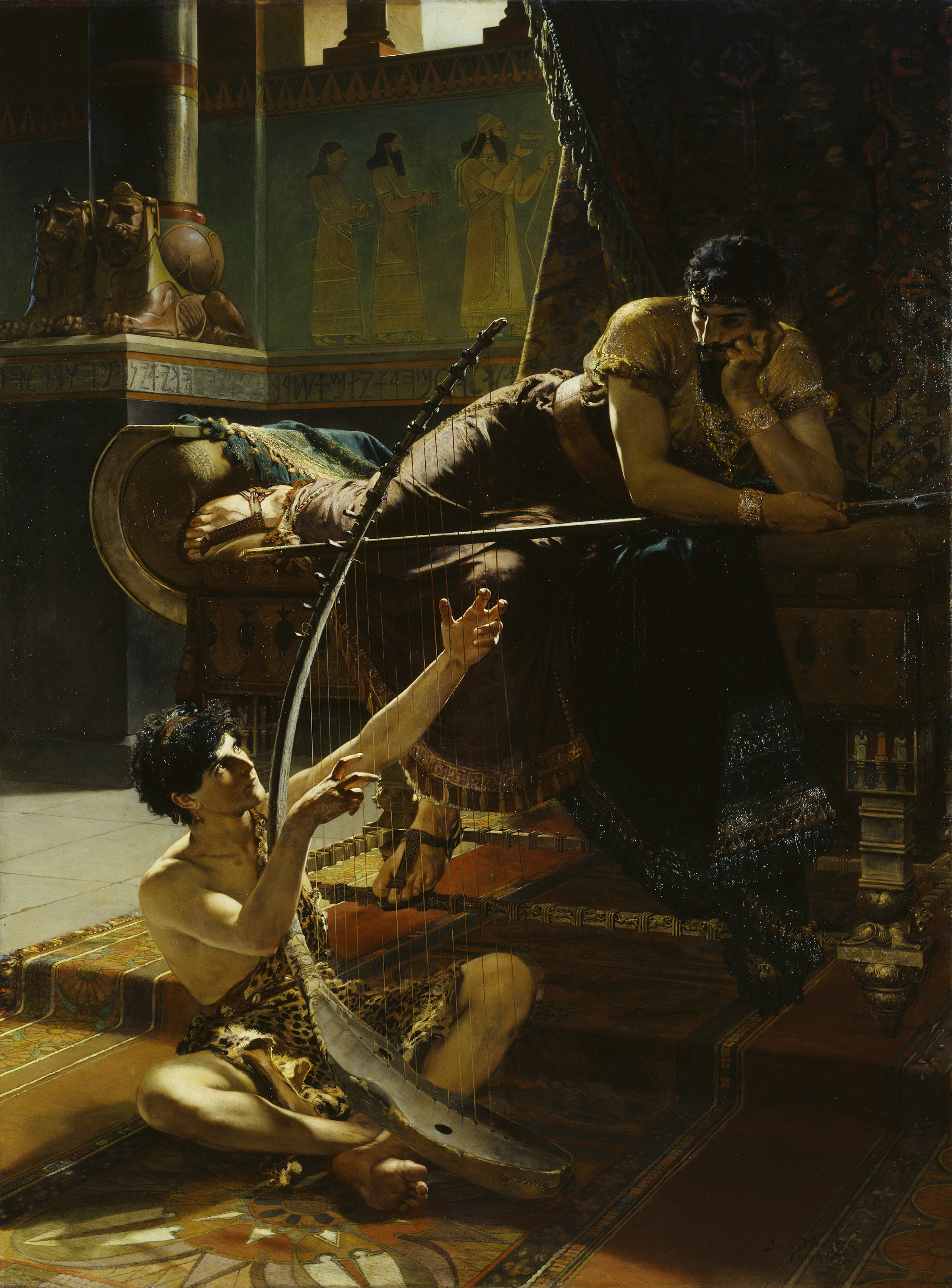
David och Saul (1885).
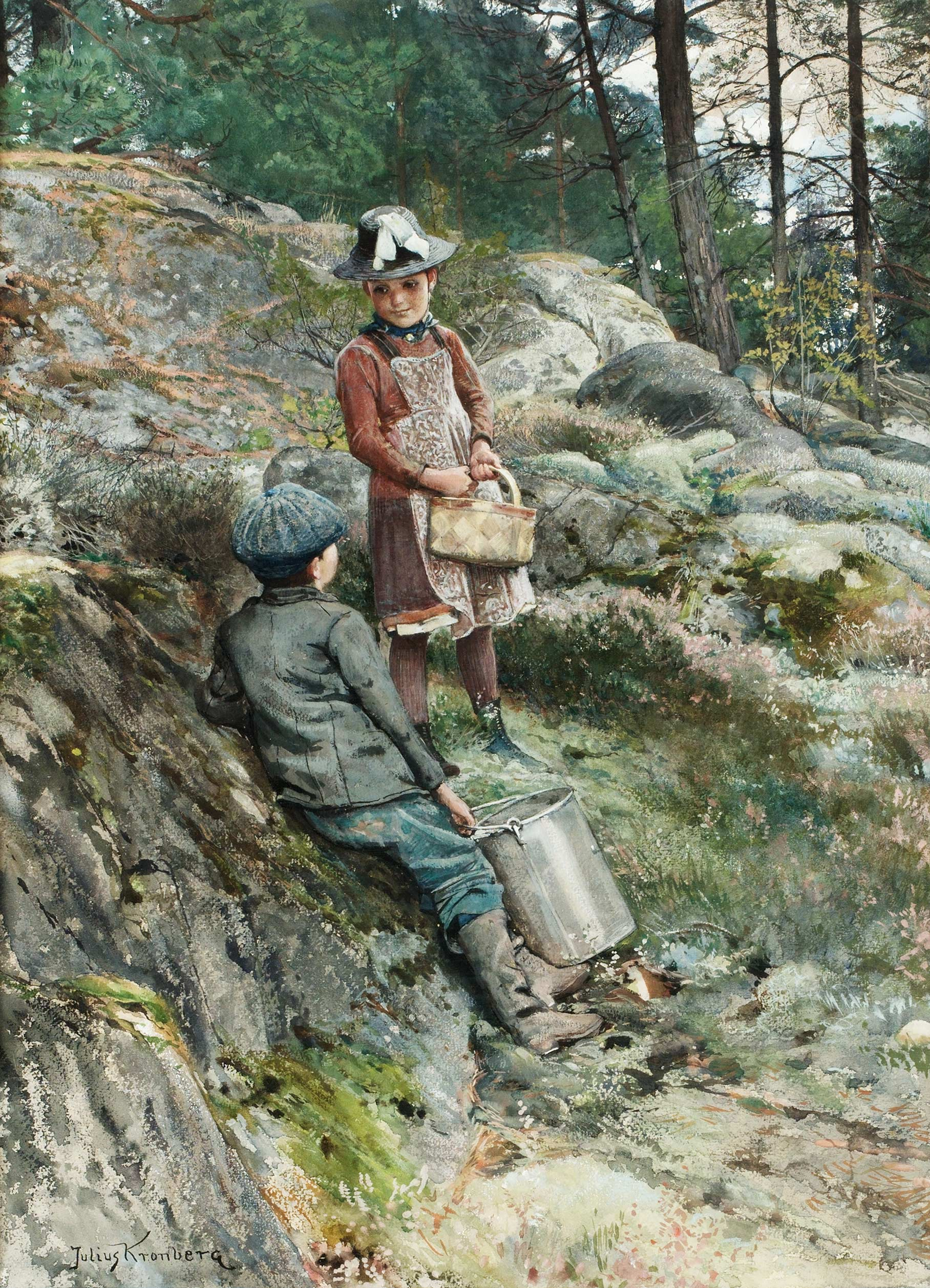
Kurtis i skogsbacken.
Porträttmålning av Wilhelmina von Hallwyl (1895).
Diana (1896), Hallwylska museet.
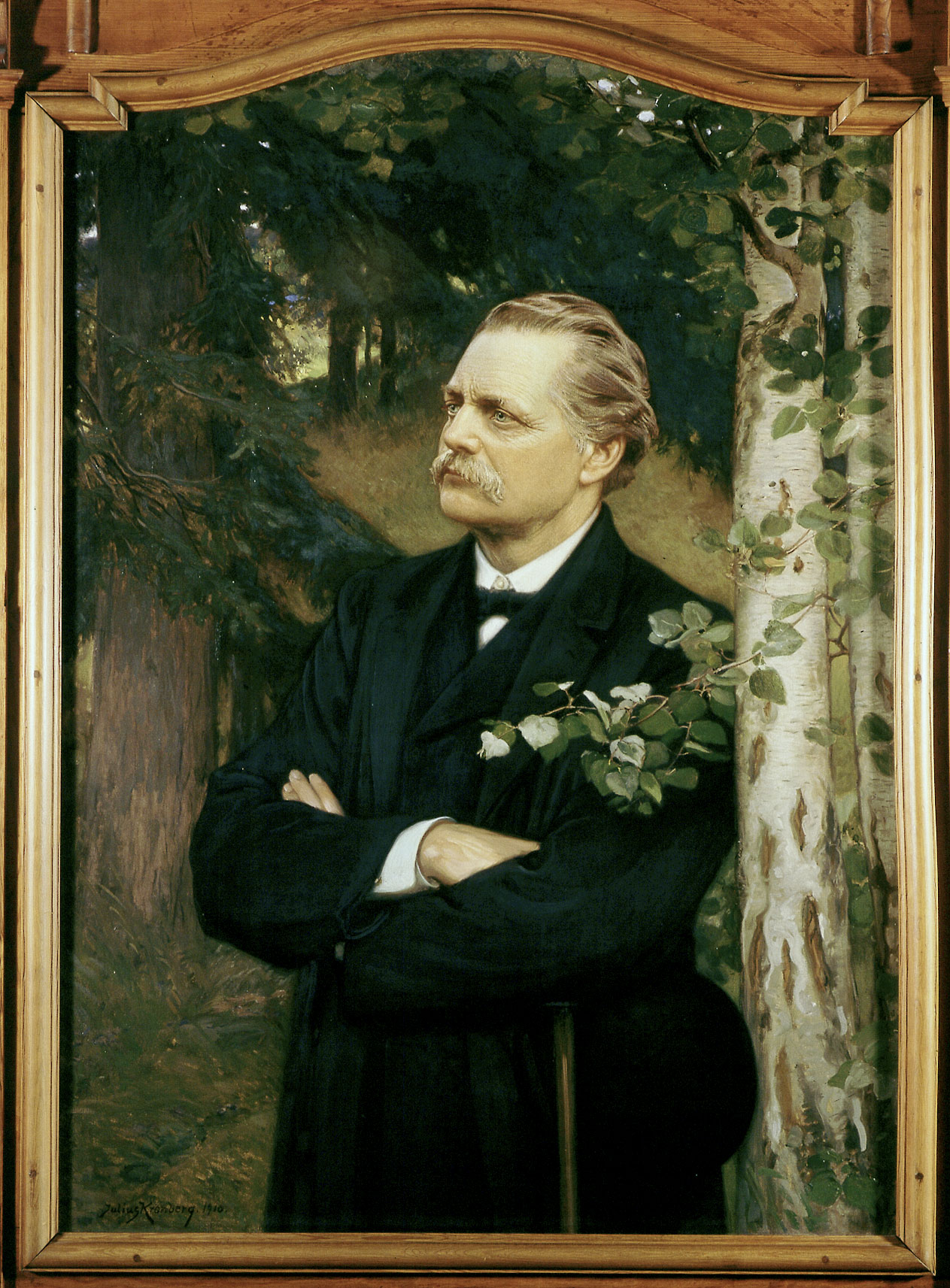
Porträtt av Artur Hazelius (1910).
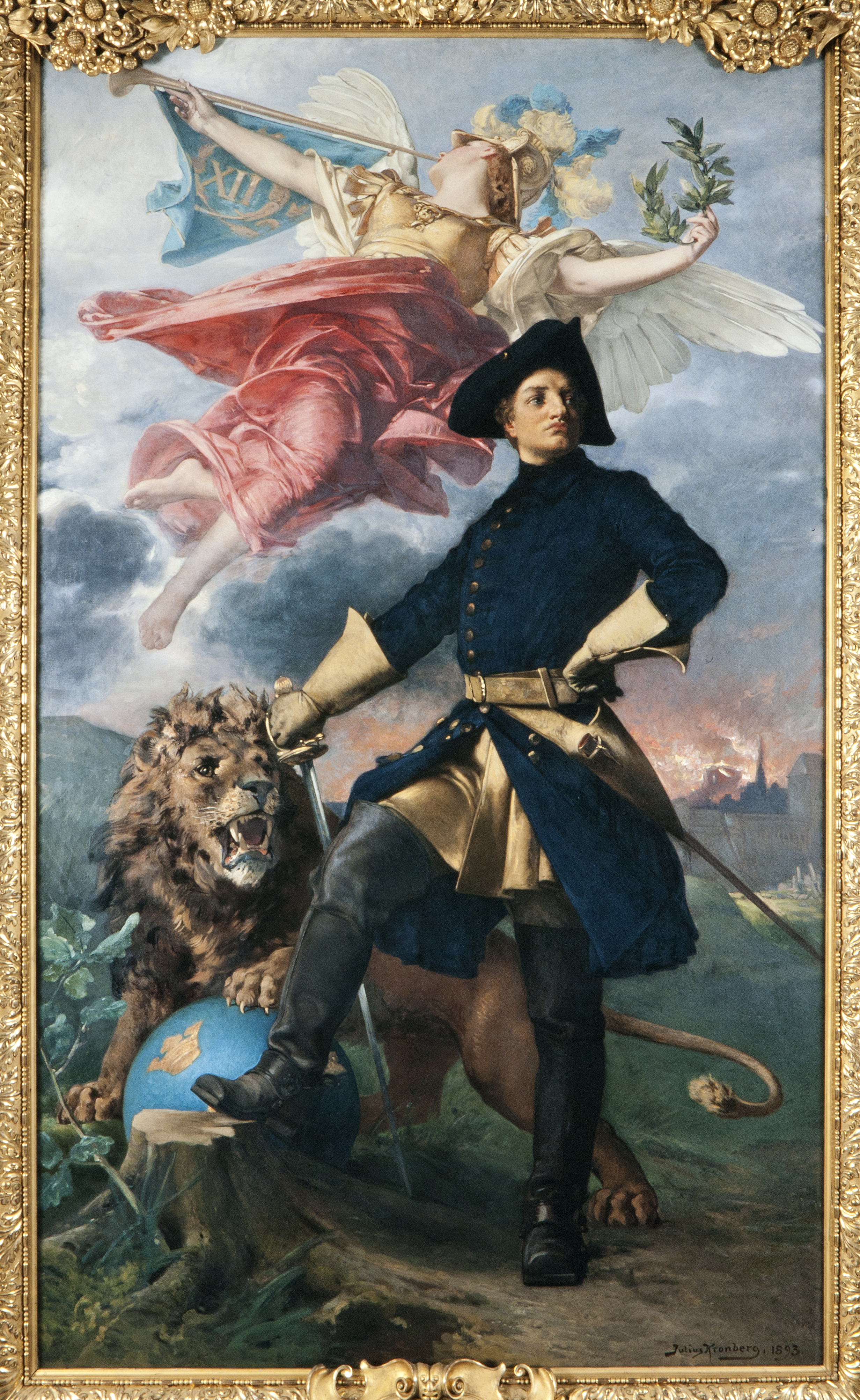
Oljemålning av Julius Kronberg föreställande Karl XII, Livrustkammaren (1893).
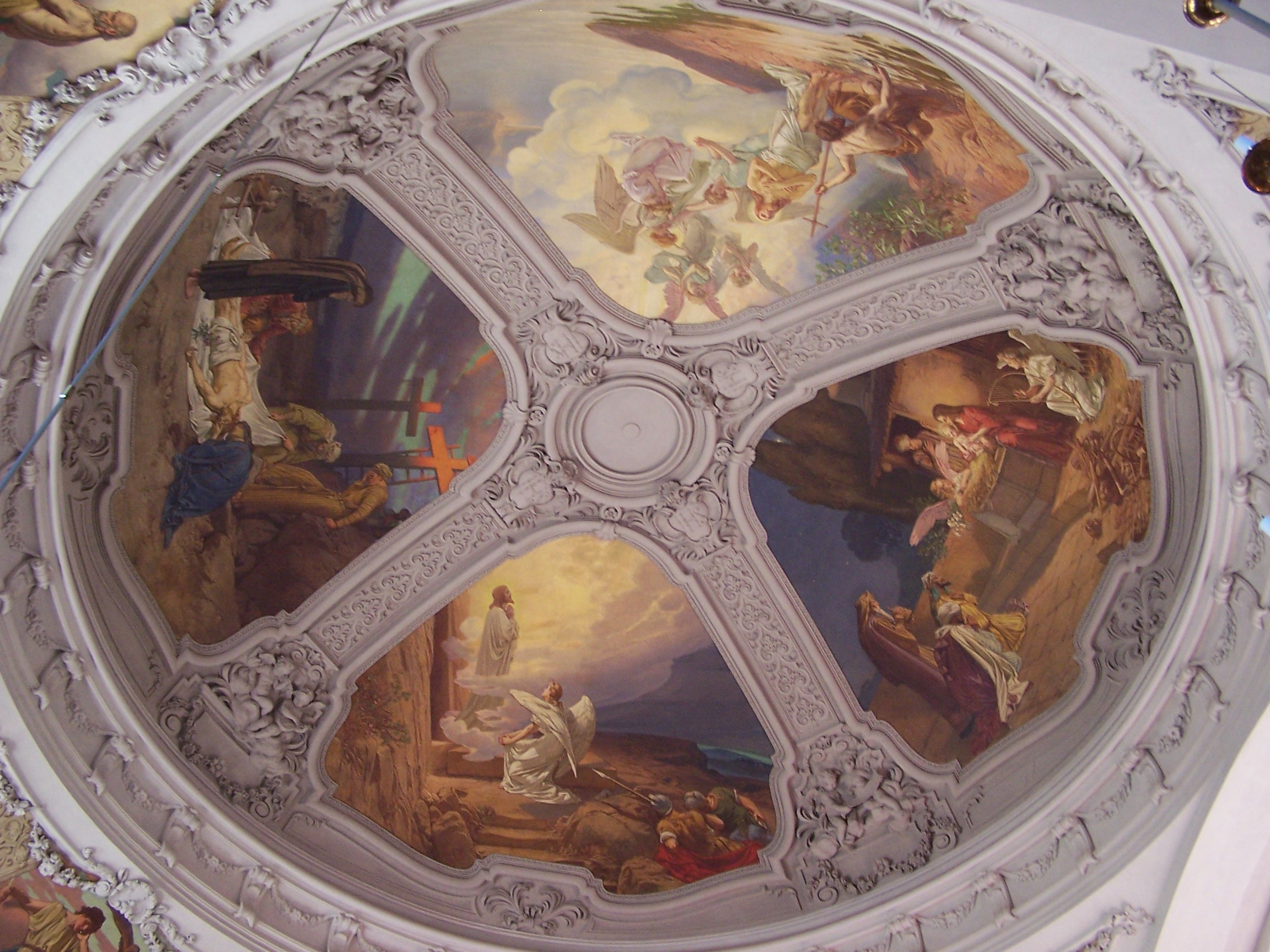
Plafondmålning i Adolf Fredriks kyrka i Stockholm.